# Xã York, Quận Tuscarawas, Ohio
Xã York (tiếng Anh: York Township) là một xã thuộc quận Tuscarawas, tiểu bang Ohio, Hoa Kỳ. Năm 2010, dân số của xã này là 1.351 người.